# Горіхівка американська
Горіхівка американська, або горіхівка Кларка (Nucifraga columbiana) — великий птах ряду горобцеподібних родини воронових. За розміром трошки більший, ніж його евразійський родич горіхівка (N. caryocatactes). Птах має попелясто-сіре забарвлення, за винятком чорно-білих крил і центрального хвостового пір'я. Дзьоб і ноги також чорні.

## Опис
Розмір — до 30 см. Крила довгі, хвіст короткий, довгий загострений дзьоб. Крила і хвіст чорні з білими «віконцями» на крилах та білими перами по боках хвоста. Лицева частина біла, очі темні.

## Поширення і поведінка
Хвойні гірські ліси північного заходу США та південного заходу Канади. Харчова поведінка горіхівки Кларка зумовлена її залежністю від соснового насіння. В разі недостачі харчування вона мігрує на захід, аж до самого Тихого океану. Восени вона заготовляє соснові зернята на зиму, використовуючи спеціальну кишеньку під язиком для перенесення насіння на велику віддаль. Запасання насіння дозволяє їй рано розпочинати сезонний цикл розмноження — часто вже від січня місяця. Гніздо являє собою відкриту чашку, викладену з гілочок і трави. Відкладає 2-6 зелених, з коричневими цятками, яєць. Висиджують яйця обоє батьків протягом 16 днів. Пташенята покидають гніздо після 4-х тижнів .